# Prince of Wales-Outer Ketchikan Census Area
Prince of Wales-Outer Ketchikan Census Area is een borough in de Amerikaanse staat Alaska.
De borough heeft een landoppervlakte van 19.193 km² en telt 6.146 inwoners (volkstelling 2000), 0,3 per km².